# 十三添
十三添，是臺灣新北市三峽區的一個地名，位於該區西北部三峽河東岸一帶。以行政區而言，範圍大致包括嘉添里西北部、添福里北半部。

## 歷史
台灣清治末期，十三添地區為一街庄，稱為「十三添庄」，隸屬於海山堡。該庄昔日西隔三峽河與大埔庄為界，北與礁溪庄為鄰，東邊及南邊為蕃地。
1901年（日治明治三十四年）11月，該庄隸屬於桃園廳，編入第十九區。1905年（明治三十八年）7月，第十九區改稱「三角湧區」。1920年（大正九年），該庄改制為「十三添」大字，隸屬於臺北州海山郡三峽街，大字下有「十三添」、「犁舌尾」、「打鐵坑」、「烏才頭」小字名。
戰後三峽街改制為三峽鎮，隸屬於臺北縣，大字亦改制為里。2010年12月，臺北縣升格為新北市，三峽鎮改制為三峽區。

## 交通
省道台3線（中正路一段、二段）經過十三添地區西北部境外不遠處，往西南可前往大溪、龍潭、關西等地；往東北可前往土城、板橋、臺北等地。
鄉道北108線（嘉添路）是下礁溪至竹崙的道路，大致以橫向經過本地區北部，白溪行修宮即由此道路前往。鄉道北111線（添福路）是頂礁溪至湊合的道路，大致以縱向經過本地區西部。

## 學校
- 民義國小